# Rhathymoscelis rothschildi
Rhathymoscelis rothschildi là một loài bọ cánh cứng trong họ Cerambycidae.